# Grote Markt (Bruges)

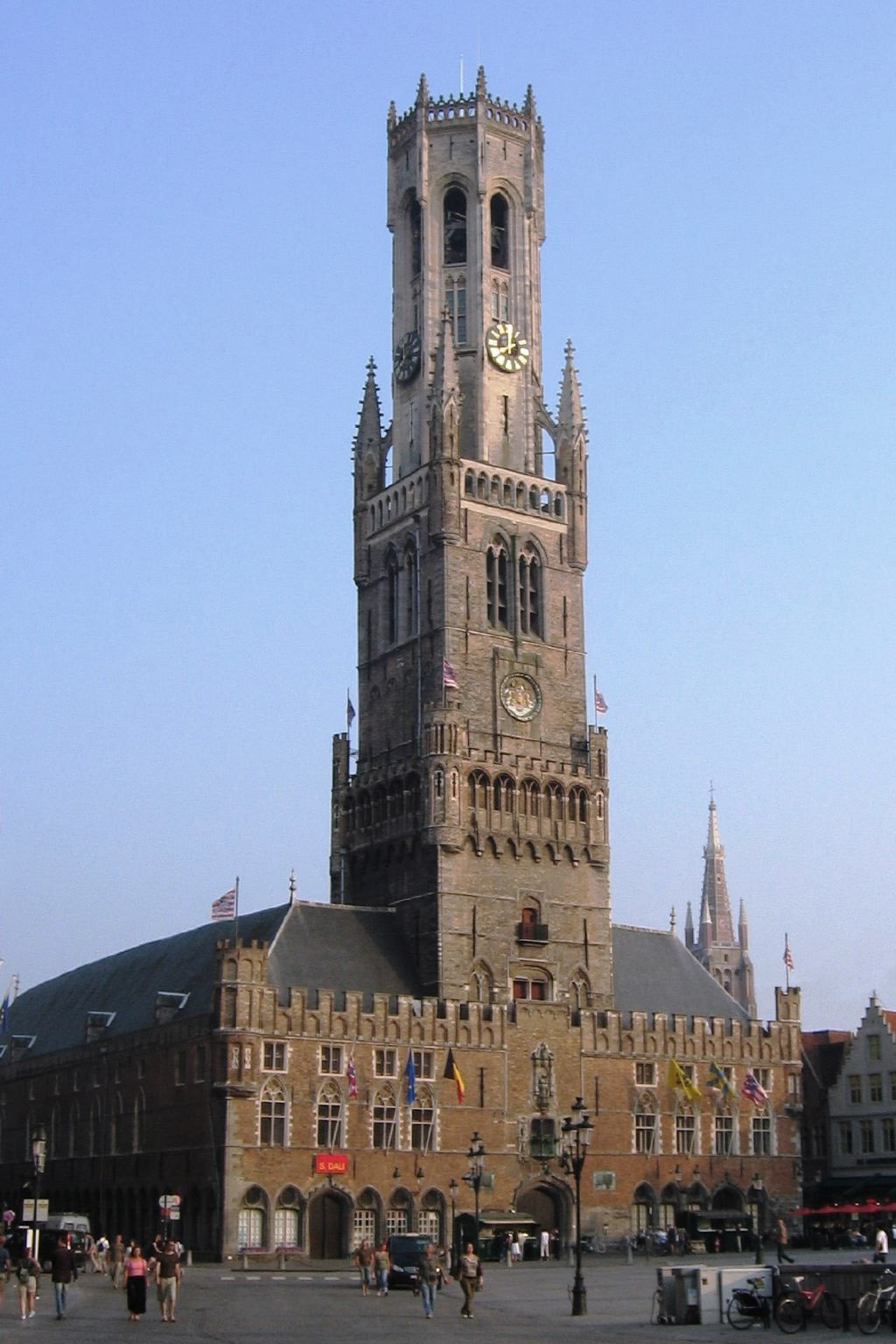
O Campanário de Bruges.

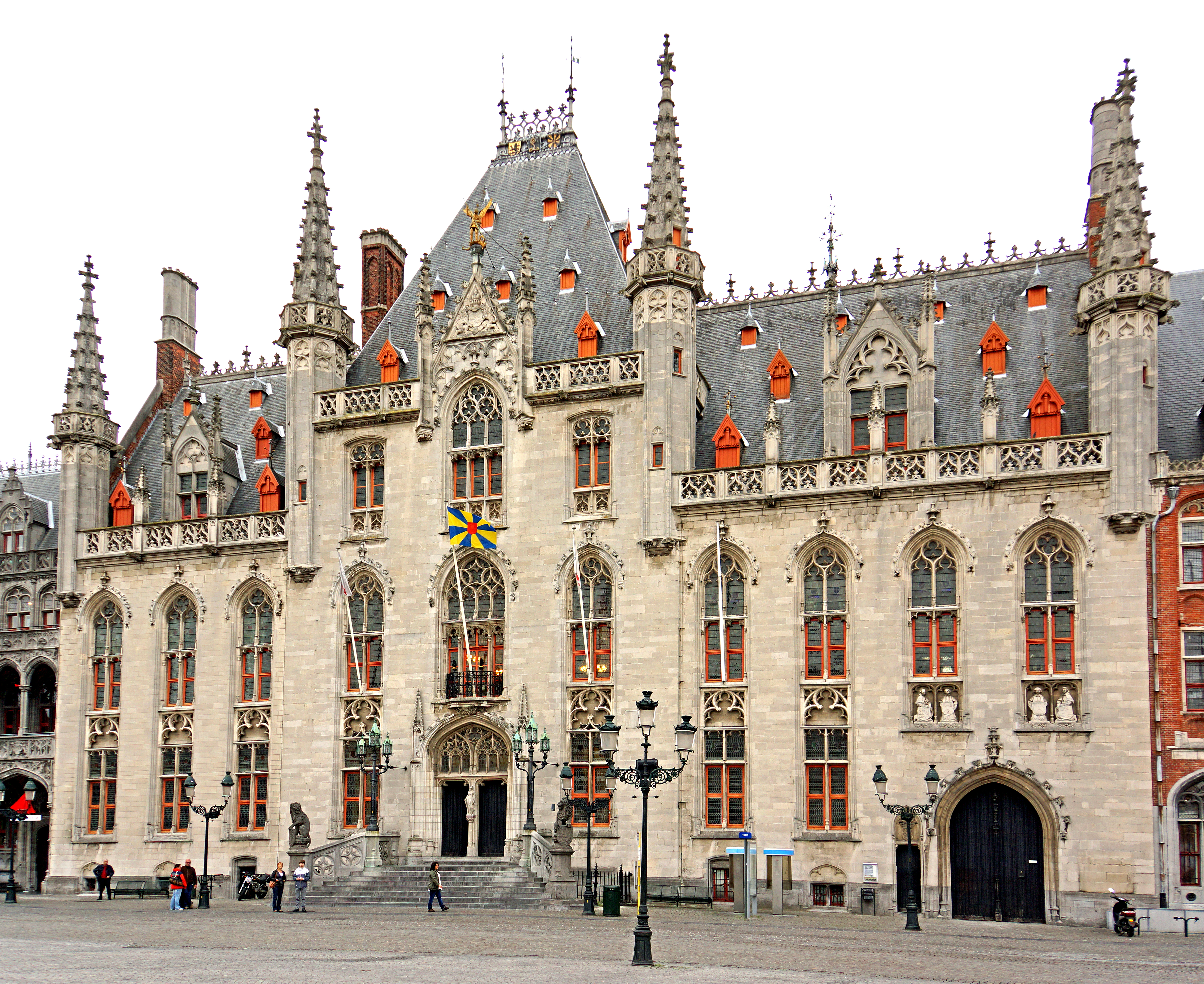
O Julgado Provincial.

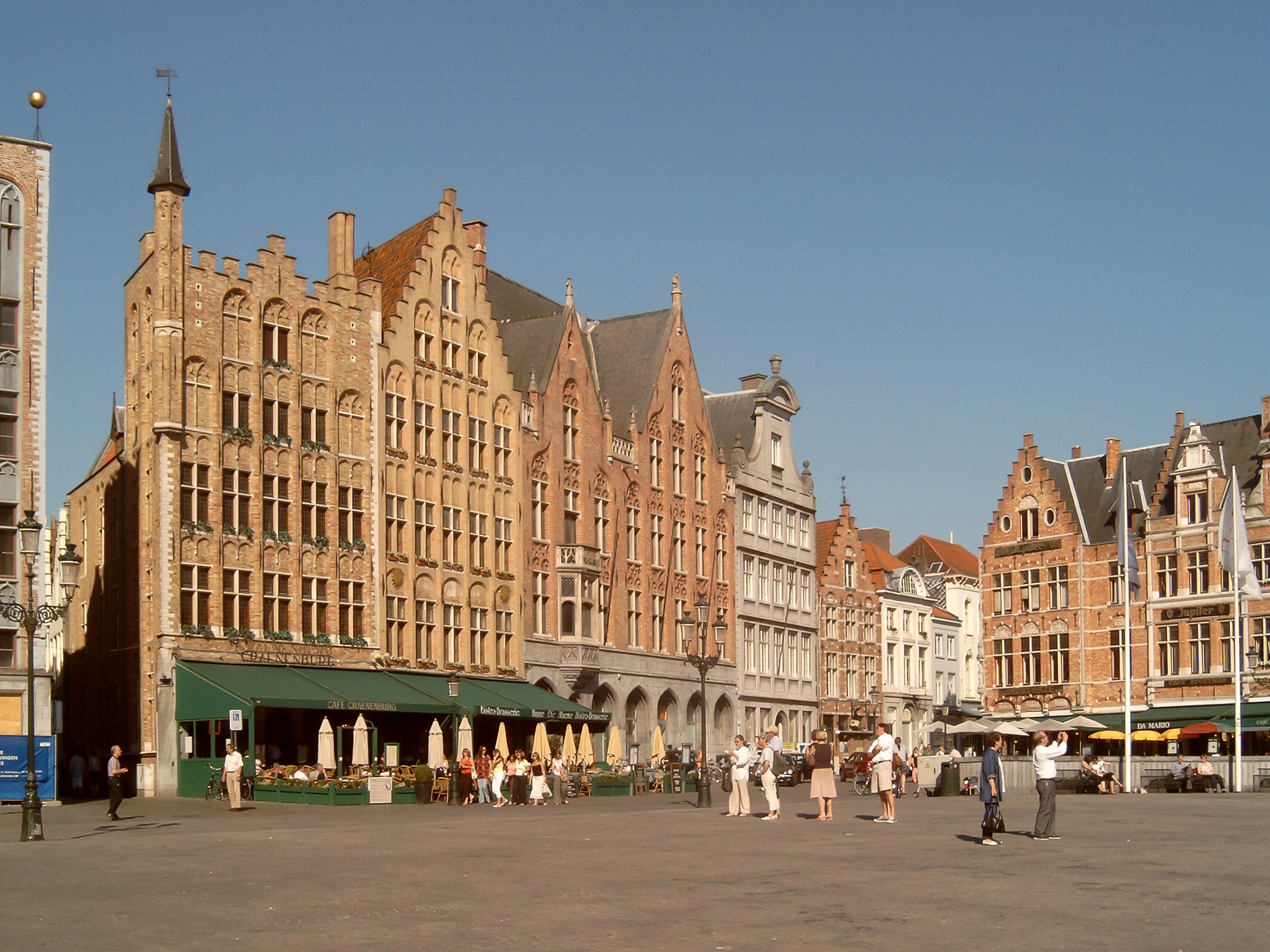
A Casa Cranenburg (à esquerda).

O Grote Markt ("Grande Praça") de Bruges, Bélgica está situado no centro da cidade e tem área de 1 hectare. Entre os monumentos em redor da praça estão o campanário, do século XII, e o Julgado Provincial (originalmente Waterhall, que foi demolido em 1787 e substituído por um edifício classicista que desde 1850 serviu como tribunal provincial, e que depois de um incêndio em 1878 foi reconstruido em estilo neogótico em 1887). No centro da praça há duas estátuas, de Jan Breydel e de Pieter de Coninck.
Em 1995 a praça foi completamente renovada, tendo sido eliminados os estacionamentos para automóveis e pedonalizada a maior parte do espaço, tornando-a mais própria para celebrações. A praça renovada reabriu em 1996 com um concerto de Helmut Lotti.